# Суэнцел, Роксана

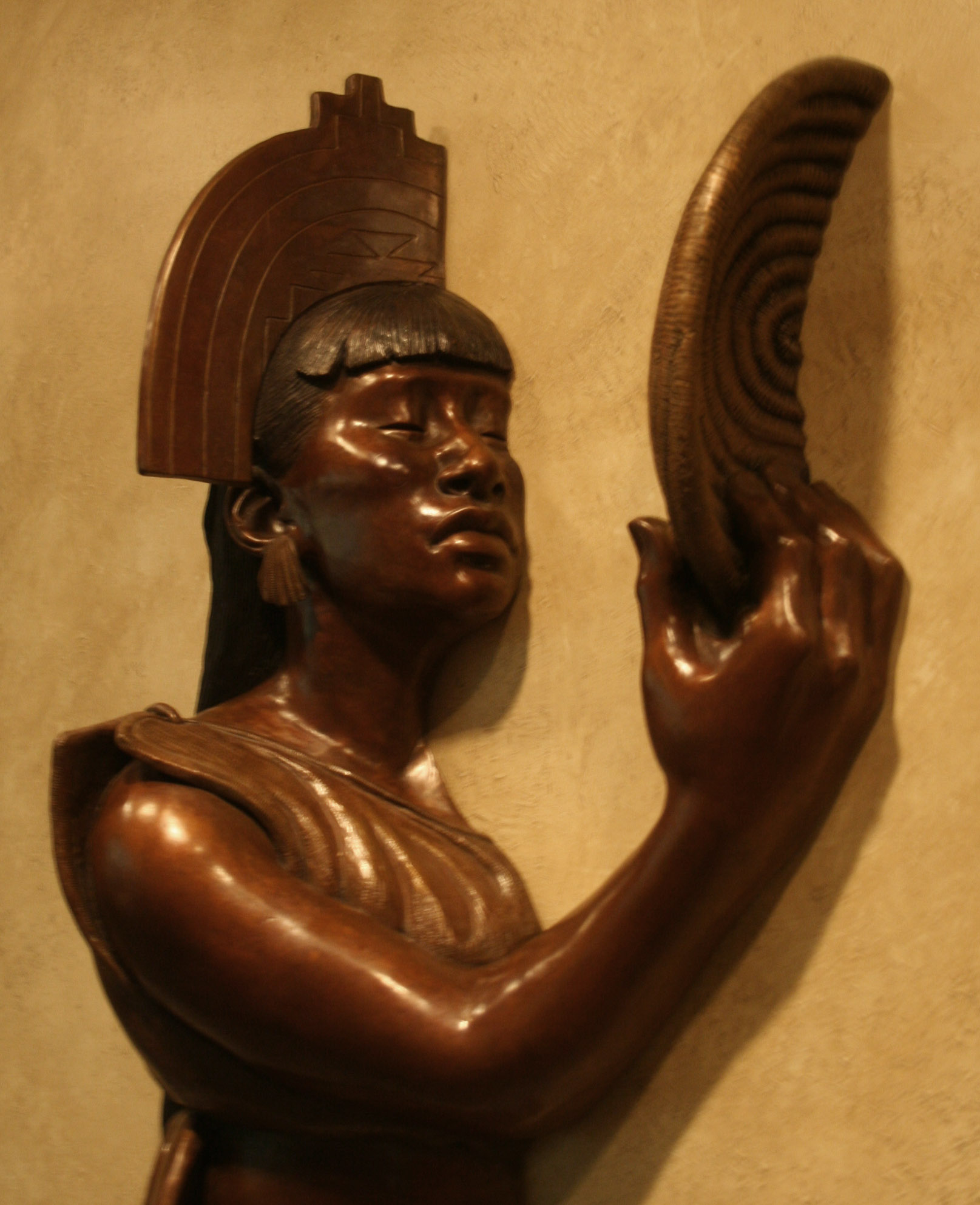
«За жизнь во всех проявлениях», скульптор Роксана Суэнцел

Роксана Суэнцел (англ. Roxanne Swentzell; род. 9 декабря 1962, Таос, Нью-Мексико) — скульптор-керамист родом из индейцев-пуэбло. Проживает в Санта-Клара-Пуэбло. Дочь Рины Наранхо Суэнцел — архитектора, керамиста и активиста движения пуэбло.

## Биография
Обучалась в Институте искусства американских индейцев в Санта-Фе, затем в школе при Портлендском музее искусств, Портленд, штат Орегон.
В возрасте 22 лет Роксана впервые выставила свои произведения на Индейской ярмарке (en:Indian Market) в Санта-Фе. Там же, в 1986 году, она завоевала в общей сложности 8 призов за уникальные скульптуры и керамические изделия, а в 1994 году завоевала на той же Ярмарке премию за творческий подход в скульптуре (Creative Excellence in Sculpture).
К её наиболее популярным произведениям относится статуя «Появление клоунов», которая побывала в США, Канаде и Новой Зеландии в составе выставки Музея Хёрда «Общее видение», а также была представлена в Белом доме на выставке «Американская скульптура XX века».
Работы Суэнцел также представлены в таких музеях, как недавно открытый Музей Поуэ в Похоаке-Пуэбло, Музей Хёрда (Финикс, штат Аризона), Национальный музей американских индейцев Смитсоновского института, Музей г. Веллингтон (Новая Зеландия), Музей искусств Денвера и Музей искусств Джослина (en:Joslyn Art Museum, г. Омаха, штат Небраска).